# جيمس مكمان (رياضياتي)
جيمس مكمان (بالإنجليزية: James McMahon)‏ هو رياضياتي أمريكي، ولد في 22 أبريل 1856، وتوفي في 1 يونيو 1922.